# Общество друзей крестьян

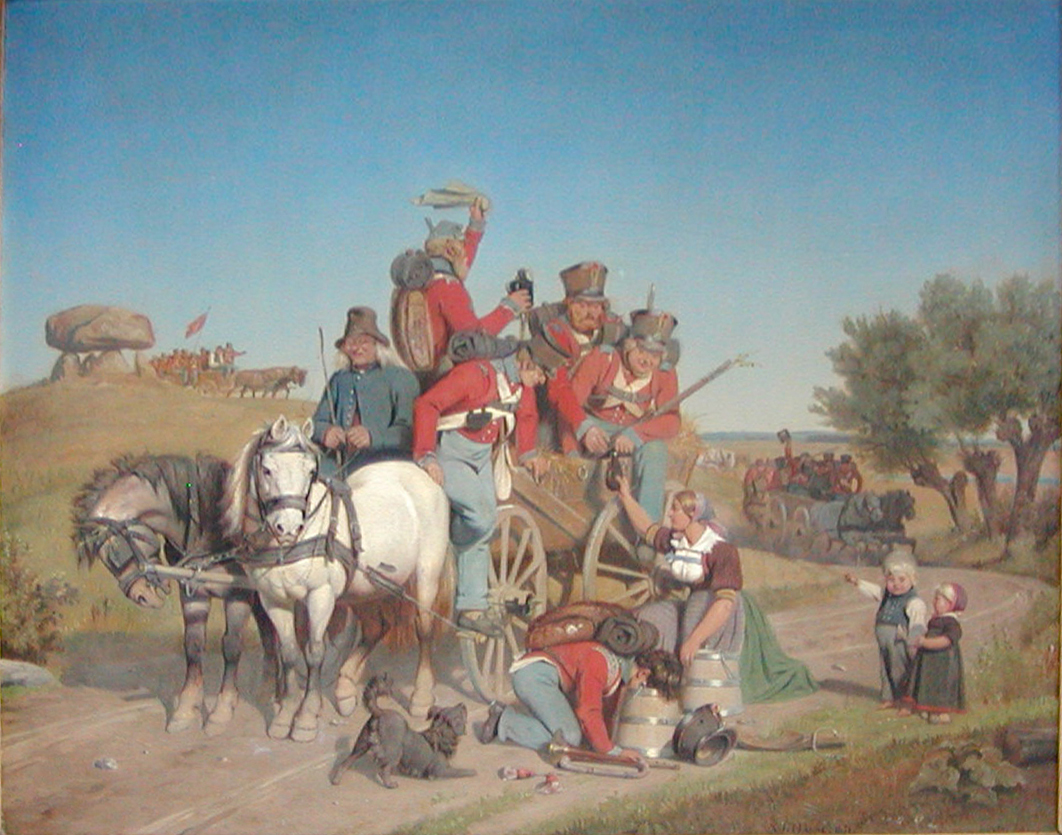
«Резервисты на марше в 1848». Картина Николая Хаббе. Всеобщая воинская повинность была одним из центральных требований «Общества друзей-фермеров».

«Общество друзей крестьян» (англ. Bondevennernes Selskab) — датское либеральное объединение, говорившее от имени крестьянского движения. Основано 5 мая 1846 года двумя датскими депутатами от сословия Йоханом Кристианом Дрюсеном и Бальтазаром Кристенсеном по просьбе школьного учителя Асмунда Кристиана Глерупа, который был председателем Земельной муниципальной ассоциации округа Хольбек.
Целью ассоциации было «получить обширную и точную информацию» о положении в стране и «работать во имя освобождения крестьянства и равенства гражданских прав с другими классами общества». Помимо упомянутых троих, членами правления ассоциации стали также Орла Леманн и Антон Фредерик Чернинг, а Чернинг был до 1848 года её председателем.
Было представлено в Конституционном собрании в 1848—1849, в Фолькетинге и Ландстинге в 1849—1860-е.
В 1872 году общество вошло в политическую партию «Венстре» и перестало существовать как отдельная организация.